# ライスワックス
ライスワックス(Rice bran wax)は、こめ油から抽出される植物性の蝋である。

## 化学組成
ライスワックスの主成分は、脂肪酸と高級アルコールエステルである。脂肪酸は、パルミチン酸(C16)、ベヘン酸(C22)、リグノセリン酸(C24)やその他の脂肪酸からなる。高級アルコールは、主に1-ヘキサコサノール(C26)、トリアコンタノール(C30)からなる。また、スクアレンやリン脂質も含む。

## 利用
ライスワックスは食用可能であり、その比較的高い融点を利用して、カルナウバワックスの代替として用いられる。紙のコーティング、織物、爆発物、果物や野菜のコーティング、菓子、医薬品、ろうそく、電子機器、織物や皮革のサイズ剤、防水、カーボン紙、タイプライターのインクリボン、インク、潤滑剤、クレヨン、接着剤、チューインガム、化粧品等に用いられる。
化粧品では、保湿剤として用いられ、また剥離剤の基礎物質としても用いられる。トリグリセリドの最低1%重量濃度のライスワックスは、結晶化して安定なゲルを形成する。

## 物理性質
- 融点：77 - 86℃
- 鹸化価：75 - 120
- ヨウ素価：11.1 -17.6
- 遊離脂肪酸：2.1 -7.3%
- リン：0.01 - 0.15%
- 色：オフホワイトからわずかな橙色/茶色
- 匂い：脂肪、クレヨン様
- INCI名：Oryza Sativa (Rice) Bran Wax.